# 久村清太
久村 清太（くむら せいた、1880年（明治13年）10月3日 - 1951年（昭和26年）9月1日）は、日本の実業家、科学技術者である。帝人の創業者の一人として知られる。

## 経歴・人物
山形県酒田市に生まれ、1903年（明治36年）に東京帝国大学工科大学（現在の東京大学大学院工学系研究科・工学部）応用化学科に入学する。在学中に太陽レザー製造所でヴィスコースのレザークロスの試作研究にあたり、1907年（明治40年）につや消しレザーの特許取得やヴィスコース製造法の開発に専念するため中退した。その後はその出資によって、東京レザー合資会社の設立に携わる。
翌1908年（明治41年）に同会社は鈴木商店の子会社であった東レザーに吸収合併され、同時に同社の技師長を務めた。1915年（大正4年）には鈴木商店に勤務する金子直吉からの資金援助や同級生で学生時代からの友人であった秦逸三と共に研究に携わったことで、人造絹糸（レーヨン）の国産化を見添えて故郷山形の米沢市に実験工場として東レザー人造絹糸製造所の建設にあたる。これによって1918年（大正7年）には秦らと共に帝国人造絹糸（現在の帝人）の設立に携わり、同時に取締役も務めた。1934年（昭和9年）には社長を務め、1945年（昭和20年）には会長を経て1948年（昭和23年）には日本化学繊維協会の会長後に国策パルプ工業（現在の日本製紙）の会長等も歴任した。